# Free Beer

Deutschsprachiges Etikett von Free Beer v3.0 aus Bozen

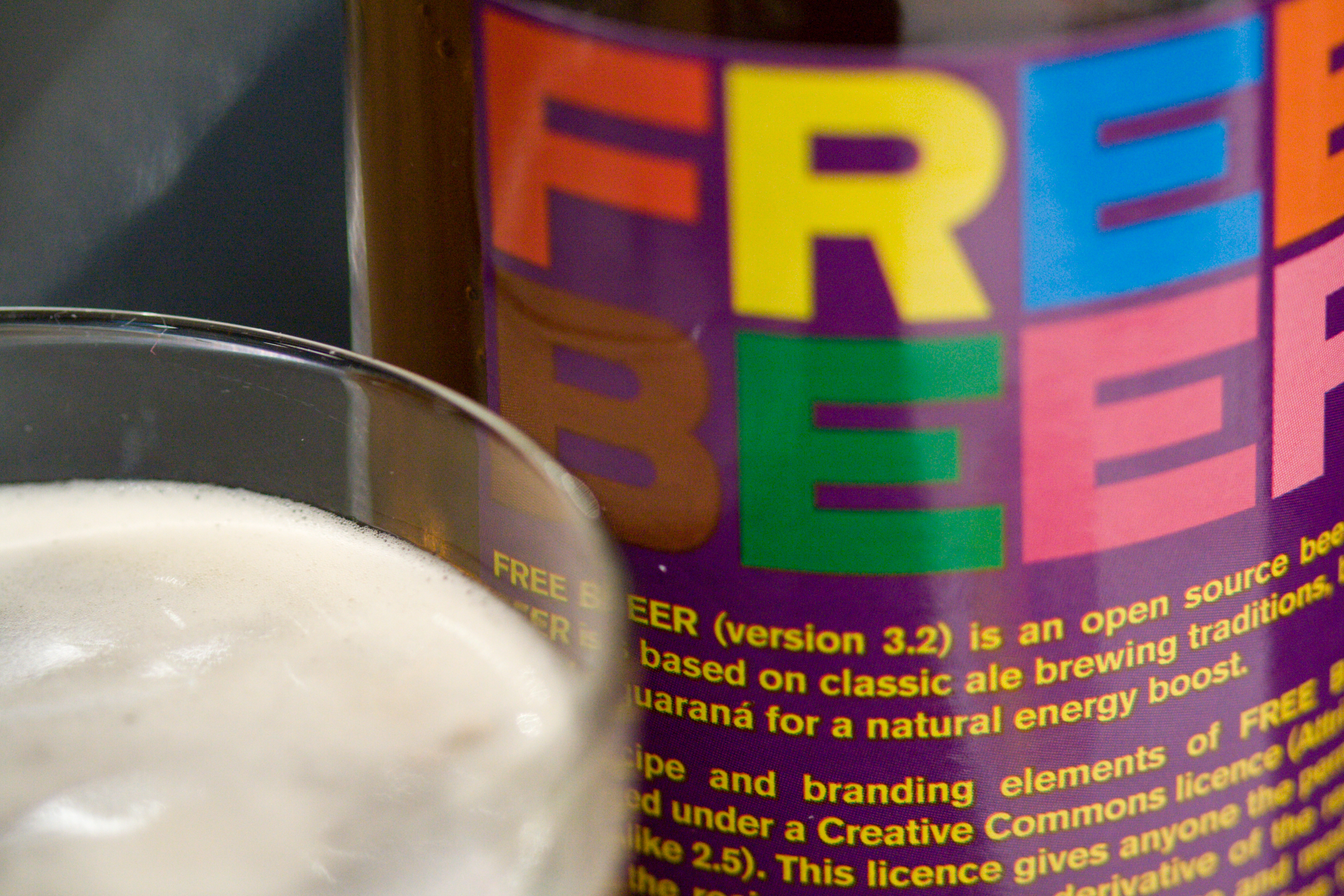
Nahaufnahme einer Flasche Free Beer „St Austell“ (version 3.2) mit englischsprachigem Etikett und ausgeschenktem Bier mit Schaumkrone (2007)

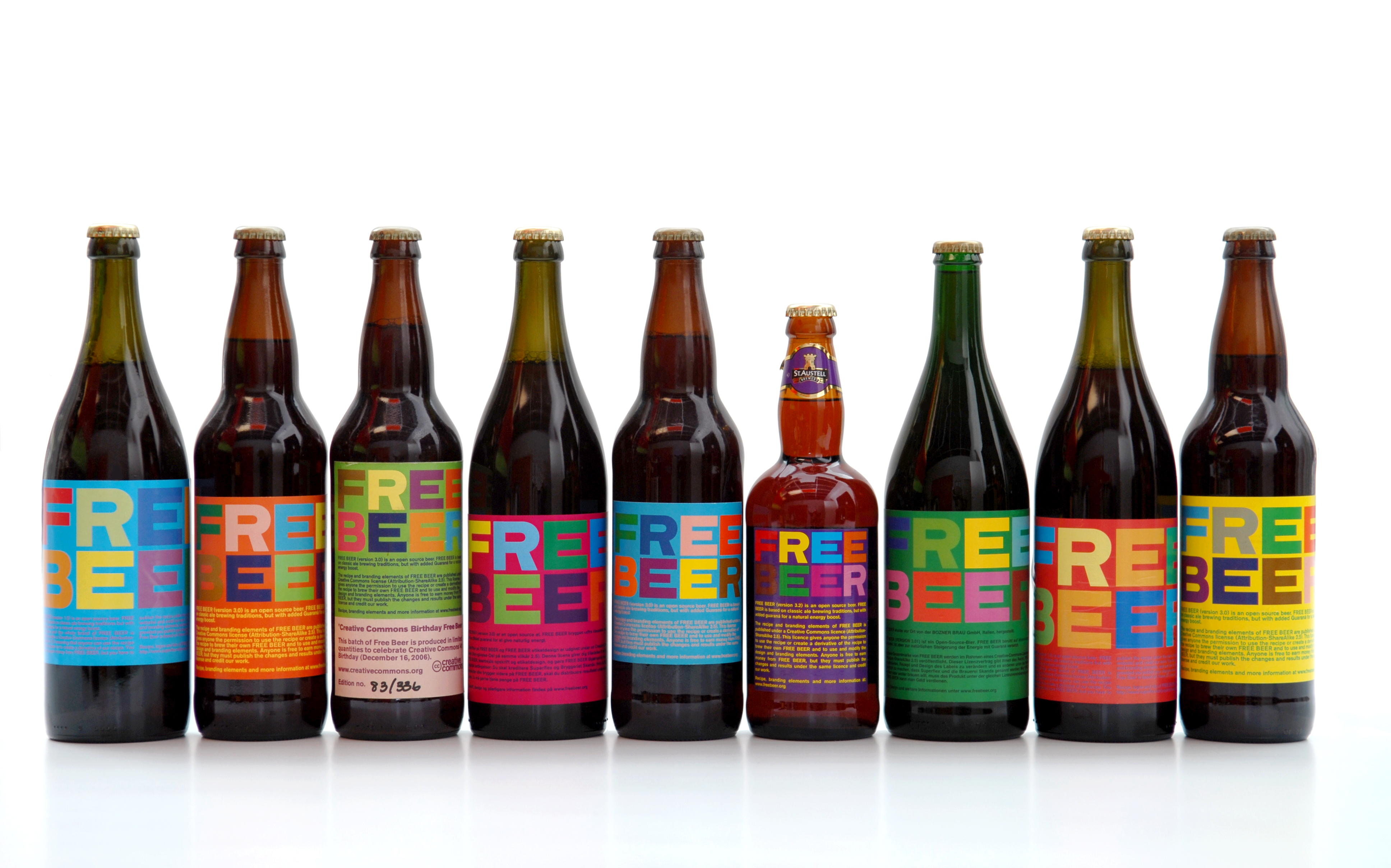
Abgefüllte Free-Beer-Flaschen mit verschiedenen Rezept- und Labelvarianten, welche seit 2005 gebraut wurden

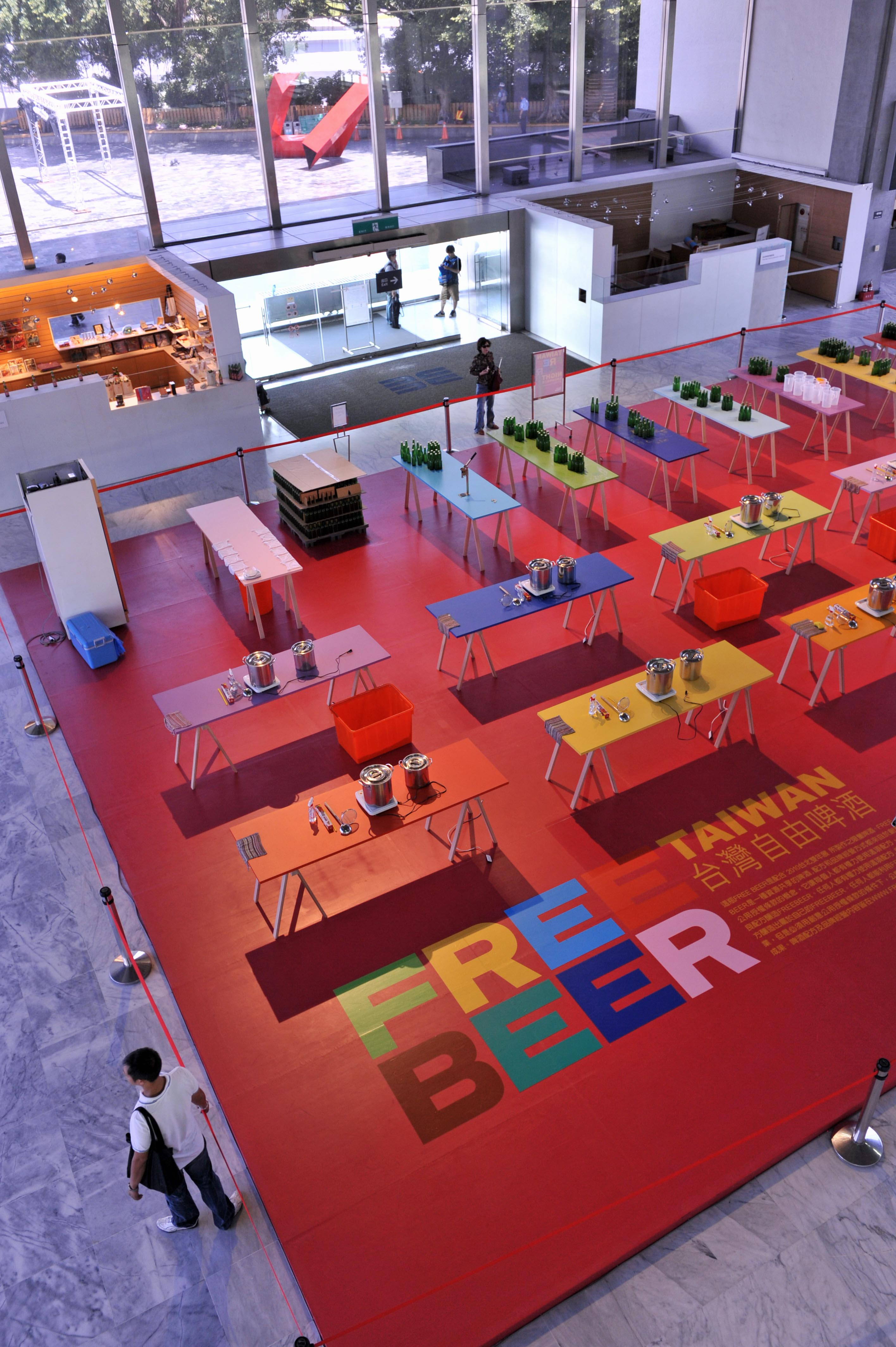
Superflex Workshop: „Free Beer Factory“ bei der Taipei Biennial 2010 in Taipeh, Taiwan (2010)

Free Beer, ursprünglich Vores Øl – An Open Source Beer (Dänisch für Unser Bier), ist ein Bier, dessen Rezept und Markenelemente unter einer Creative-Commons-Lizenz frei verfügbar ist.
Ende 2004 entwickelten Studenten der IT-Universität Kopenhagen zusammen mit der dänischen Künstlergruppe Superflex das Free-Beer-Konzept, um zu zeigen, wie das Open-Source-Konzept außerhalb der digitalen Welt angewendet werden kann. Es zeigt aber auch umgekehrt die Verbindung der uralten Tradition, Kochrezepte frei auszutauschen, mit der Kultur der FOSS-Bewegung, welche versucht die gleiche Tradition für die „Rezepte“ von Software, den Quelltexten, zu etablieren. Es gilt als erstes Bier, für das Rezept und Markenelemente unter eine Open-Source-Lizenz gestellt wurden. Später folgten viele Brauer (auch kommerzielle größere Brauereien) dem Beispiel und stellten Bierrezepte öffentlich und unter freie Lizenzen.

## Konzept
Im Dezember 2004 wurde das Open-Source-Bier-Konzept von Studenten der IT-Universität Kopenhagen zusammen mit der dänischen Künstlergruppe Superflex erstmals im Internet vorgestellt. Zuvor hatten sie in der Mensa ihrer Universität die ersten 100 Liter ihres dunklen Bieres gebraut, abgefüllt und etikettiert. Rezept und Markenelemente des Bieres, wie Schriftzug und Etikett, wurden unter der Lizenz Creative Commons Attribution/Share Alike 2.5 veröffentlicht. Rezept und Marke können nach eigenen Wünschen abgewandelt werden und auch der Verkauf des Bieres ist unter Einhaltung der Lizenzbestimmungen zugelassen. Der Slogan des ersten freien Bieres Vores Øl (dänisch: ‚Unser Bier‘) war ursprünglich ein Werbeslogan der dänischen Bierbrauerei Carlsberg von 1994, welcher übernommen wurde. Weil reine Kochrezepte nicht Urheberrechtschutzwürdig sind, anders als Software, ist die Wirksamkeit des share-alike/copyleft Lizenzansatzes vorsichtig zu betrachten und wurde auch noch nicht vor Gericht getestet.
Das Bier soll nach der Zubereitung einen Alkoholgehalt von etwa 6 % besitzen. Im Gegensatz zu üblichen Bieren ist als Zusatz noch Guaraná enthalten, welches durch den Koffeingehalt zusätzlich eine aufmunternde Wirkung erreichen soll. Die Einbringung von Guarana in das Bier geht auch auf ein vorheriges Superflex Projekt von 2003 zurück, „Guaraná Power“, in welchem Superflex eine brasilianische Guarana-Bauern-Kommune über Fair Trade unterstützte.
Das Konzept wird unter der Bezeichnung Free Beer weiterentwickelt und als Open-Source-Bier eingeordnet, benutzt also damit Elemente zweier Bewegungen, der Free-Software- wie auch der Open-Source-Bewegung. Die Verwendung des Namens „Free Beer“ wurde möglicherweise von dem Vorschlag von Richard Stallman beeinflusst, welcher empfahl, anstatt eines Open-Source-Biers ein Free-Software-Movement-Bier zu produzieren. Der Name Free Beer ist eine Anspielung auf die Unterscheidung bei freier Software und Freeware zwischen free as in freedom (frei wie in Freiheit) und free as in beer (frei wie in Freibier, hier also kostenlos). Dadurch, dass das Rezept unter einer freien Lizenz steht, ist das Bier „frei wie in Freiheit“, aber nicht zwingend kostenlos, also nicht „frei wie in Freibier“ (nach der Definition von freier Software).
Das für „Free Beer“ entwickelte kunterbunte Artwork und Labeldesign („keine Farbe zweimal“) bricht mit üblichen Einfärbungsschemata für Produkte und spielt damit auf die künstlerische Befreiung der 1960er an und soll den Freiheitsaspekt des Konzepts unterstreichen.
Durch die freie Einsehbarkeit des Rezepts und dessen CC-BY-SA-Lizenz, welche die Wiederveröffentlichung von Rezeptvariationen vorsieht, konnte der Brauvorgang und die Zusammensetzung in den Jahren seit der Erstveröffentlichung kontinuierlich verbessert werden, was durch die aktuelle Versionsnummer 4.1 abgebildet ist.

## Versionen
| Version               | Codename            | Datum            | Brauerei/Anmerkung                                                          |
| --------------------- | ------------------- | ---------------- | --------------------------------------------------------------------------- |
| FREE BEER version 6.0 | "The Atlantic Brew" | 30. Oktober 2017 | Summerskills Brauerei in Devonport (Plymouth)                               |
| FREE BEER version 4.1 |                     | 25. August 2010  | Brauerei in Huntington Beach, Kalifornien                                   |
| FREE BEER version 4.1 | Artspace            | Oktober 2008     | Steam Brewing Company in Auckland City-Newton, Auckland, Neuseeland         |
| FREE BEER version 4.0 | SKANDS              | September 2008   | Skands-Mikrobrauerei in Brøndby, Dänemark                                   |
| FREE BEER version 3.5 | Hops & Barley       | März 2008        | Von der Hops & Barley Mikrobrauerei Berlin-Friedrichshain, Deutschland.     |
| FREE BEER versão 3.4  | Germania            | November 2007    | Arnaldo Ribero und Germania Brauerei in São Paulo, Brasilien                |
| FREE BEER version 3.3 | Linghzi             | November 2007    | in Zusammenarbeit mit „Everything Mushroom“, Knoxville, Tennessee           |
| FREE BEER version 3.2 | St Austell          | Juli 2007        | „St Austell Brewery“ in Cornwall, England                                   |
| FREE BEER version 3.0 | Skands              | Juni 2006        | Skands-Mikrobrauerei in Brøndby, Dänemark (und weiteren)                    |
| FREE BEER version 2.1 | Apollo              | August 2006      | Apollo-Mikrobrauerei in Kopenhagen                                          |
| FREE BEER version 2.0 | Apollo              | 2005             | Apollo-Mikrobrauerei in Kopenhagen                                          |
| FREE BEER version 1.5 | Samvirke            | ?                | zum Brauen zu Hause geeignet; für 25 Liter                                  |
| FREE BEER version 1.1 | FREE BEER           | 20. Mai 2005     | Erstmals unter dem Namen „Free Beer“ ausgeschenkt auf der Volksbühne Berlin |
| FREE BEER version 1.0 | Vores Øl            | Dezember 2004    | Studenten der IT-Universität mit Superflex in Kopenhagen                    |

## Derivate

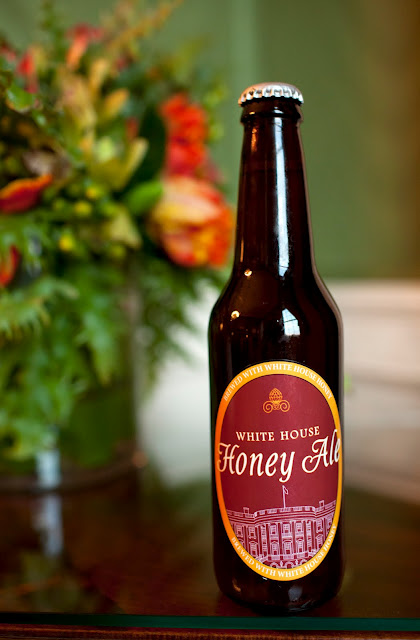
Das „White House Honey Ale“, ein „Free Beer“ da die veröffentlichte Rezeptur als Arbeit der US-Administration in der Public domain ist (2012).

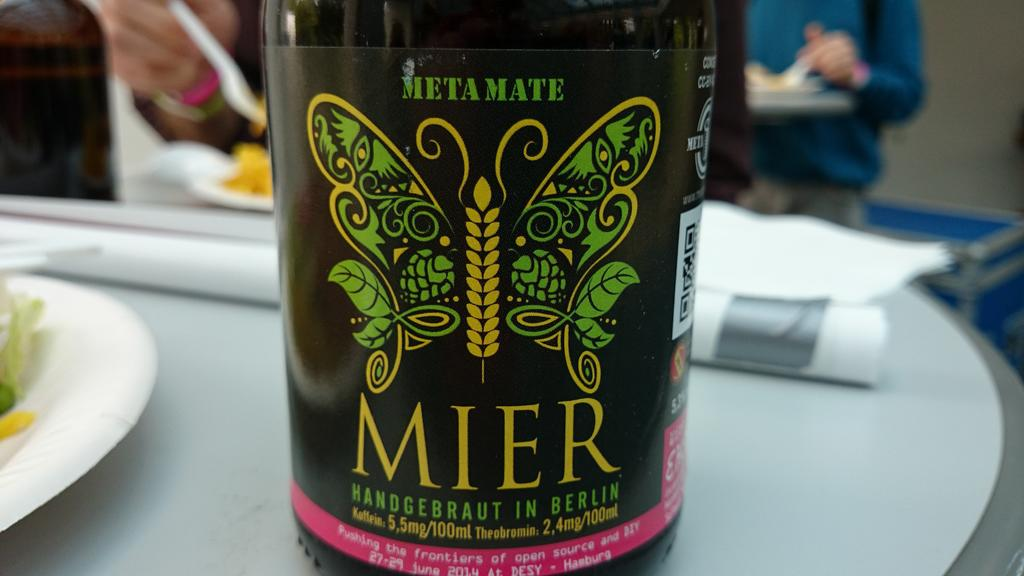
Open Source Bier-Mate-Mixgetränk „Mier“ von Metamate auf dem „EHSM – the frontiers of open source and DIY“-Meeting beim DESY (2014).

Die Idee eines „offene/freien“ Bieres selbst wurde ebenfalls von anderen Brauereien aufgegriffen und umgesetzt, teilweise mit eigenen Labels und Rezepten. Beispielsweise im Sommer 2007 lancierte die studentische Organisation project 21 für nachhaltige Entwicklung zusammen mit Wädi-Brau-Huus in der Schweiz (Zürich) ein „FreeBeer“ mit eigenem Rezept und Design.
Die Flying-Dog-Brauerei (USA/Frederick) kreierte im Juli 2007 ein Open-Source-Bier names „Collaborator Doppelbock – Open source beer“, jedoch ohne eine konkrete Lizenz anzugeben.
Im März 2009 wurde für ein Wikipedia-Meeting zur Cebit in Hannover ein freies Rotbier namens „HannoverWikiRed“ durch die Stadtbrauerei HBX gebraut.
Die neuseeländische Brauerei Yeastie Boys produzierte Ende 2011 ein Digital IPA und gewann damit 2012 einen Gold Award der Brewers Guild of New Zealand. Das Rezept wurde unter einer CC-SA-BY 3.0 veröffentlicht.
Seit 2012 existiert auch ein Open-Source-Mate-Bier namens „Mier“ unter CC-BY-NC-SA, welches beispielsweise 2014 auf dem „EHSM – the frontiers of open source and DIY“-Meeting beim DESY ausgeschenkt wurde. Momentan ist es auf dem deutschen Markt nicht mehr kommerziell verfügbar; das Mier-Rezept wurde dagegen kommerziell erfolgreich auf dem tschechischen Markt umgesetzt.
Im August 2012 war eine Petition auf der Plattform „We the people“ erfolgreich und die Barack-Obama-Administration veröffentlichte die Rezeptur eines im Weißen Haus gebrauten Honey Ales in die Public domain.
Während des Hackathon Litoral 2015 in Argentinien/Paraná (Entre Ríos) braute eine Gruppe eine Abwandlung des Yeastie-Boys-Digital-IPA-Rezepts mit argentinischem Malz und Hopfen und stellte Label und Rezept unter CC.
Im Februar 2016 „open-sourcete“ die BrewDog-Brauerei alle ihre Bierrezepte für die Öffentlichkeit.

## Rezeption
Das „Free Beer“-Konzept wurde seit der Erstveröffentlichung vielfach von der Presse und in Fachbüchern rezipiert, das Konzept wurde auch vielfach von Brauereien und Einzelpersonen aufgenommen und zu abgefülltem Bier umgesetzt (siehe Galerie).
Die politische Botschaft fand auch positiven Zuspruch in der Open-Source- und Free-Software-Community, beispielsweise durch Richard Stallman oder Lawrence Lessig. Es wurde auch auf (Open-)Technologiekonferenzen und -Meetings präsentiert, diskutiert, gebraut und ausgeschenkt, beispielsweise der Isummit 2008 oder den RMLL 2011, 2012 und 2014 Meetings in Frankreich. Als Ergebnis des FSCONS 2008 wurde auch ein CC-BY-SA E-Book mit dem Artwork und dem Titel „Free Beer“ erstellt.
Free Beer wurde auch im Kontext vieler Kunstausstellungen und Museen präsentiert, z. B. bei der Art Basel Miami Beach 2006, dem Van Abbemuseum 2007 oder der Taipei Biennial 2010 (gesponsert von TTL). Auch im Kontext von politischen Anti-Copyright-Aktionen wurde Free Beer als Beispiel für einen positiven Einfluss von offenem Wissen auf die Gesellschaft verwendet.

## Galerie

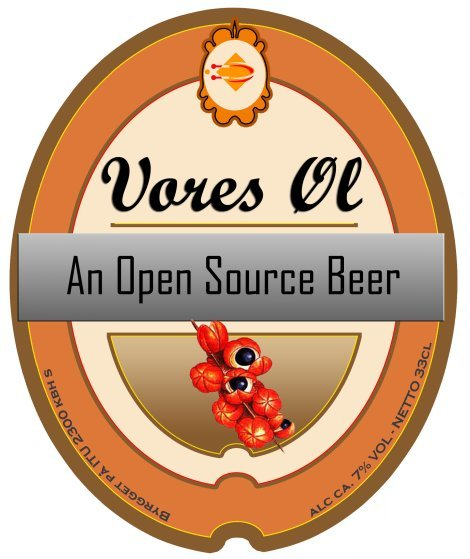
Label von Free Beer 1.0, „Vores Øl“ (2004)
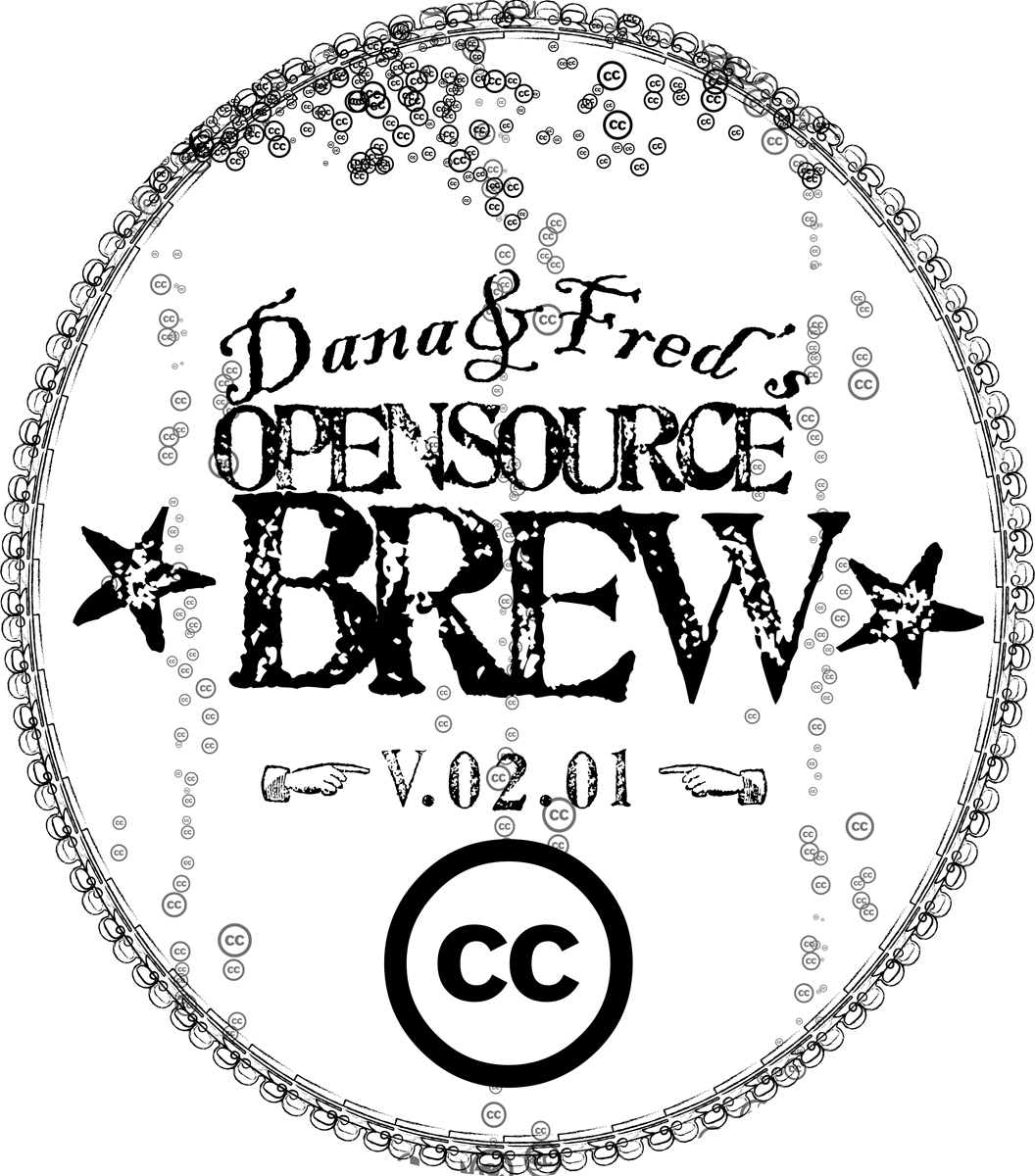
Free-Beer-Variante „Dana & Fred’s Open source brew“ (2005)
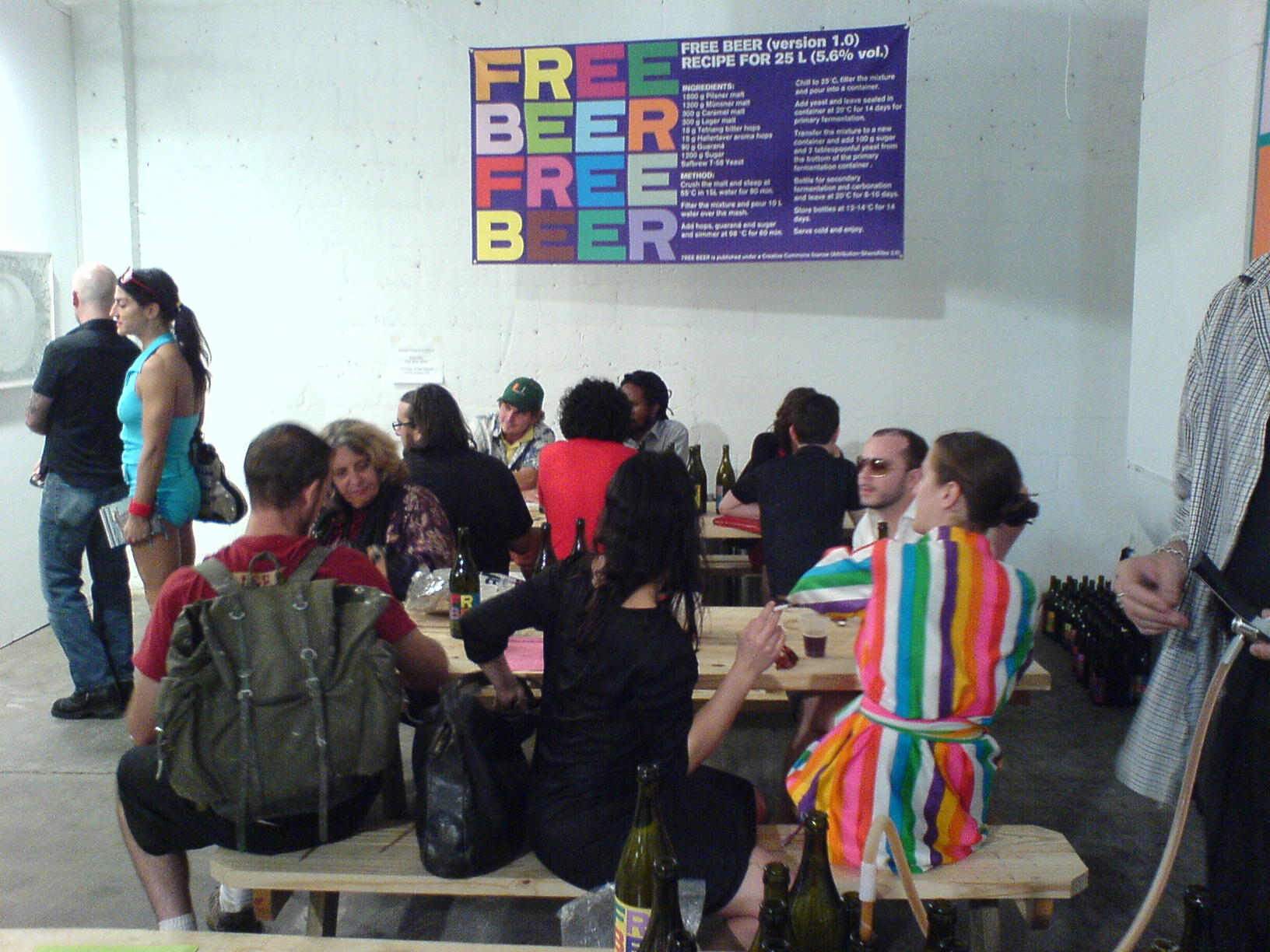
Art Basel Miami Beach in Miami, Florida am 8. Mai 2006
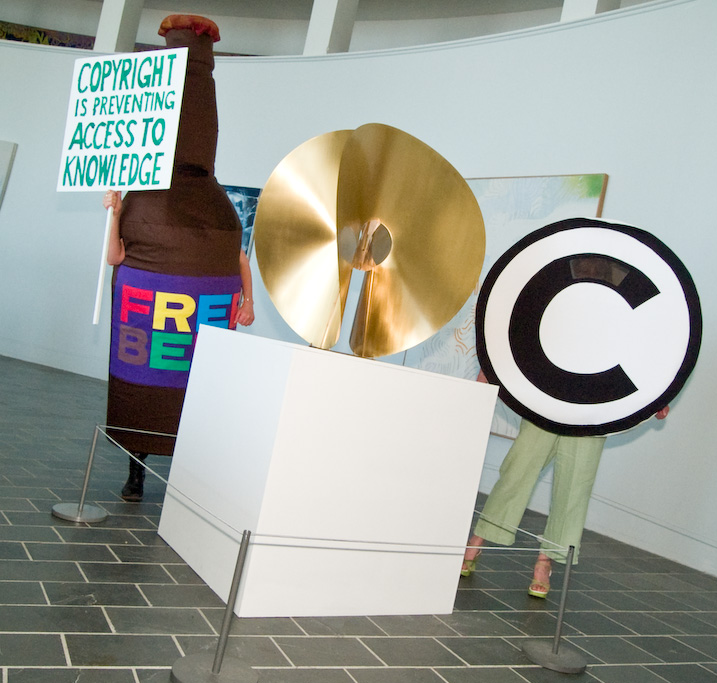
Anti-Copyright-Performance mit Maskottchen „Free Beer version 3.2 St.Austell“: Copyright is preventing access to knowledge (2007)
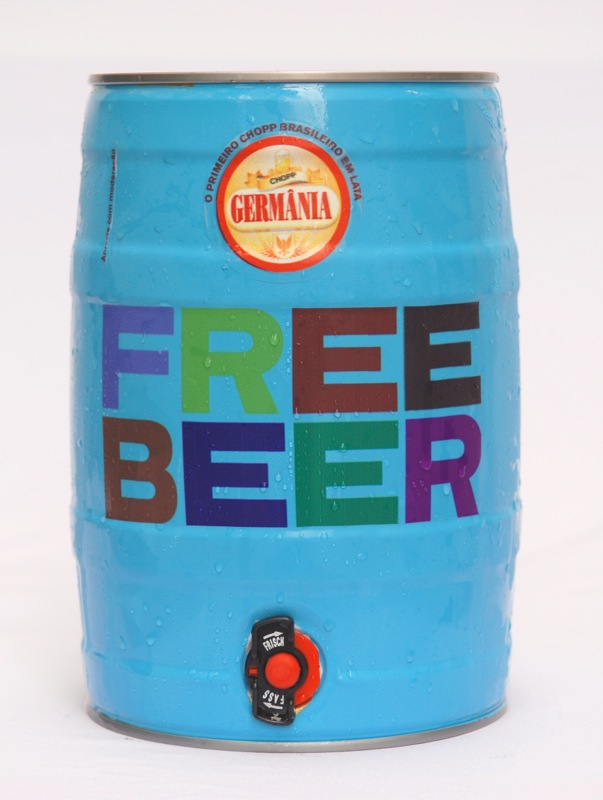
5-Liter-Fass der Germania-Brauerei Sao Paulo (2007)
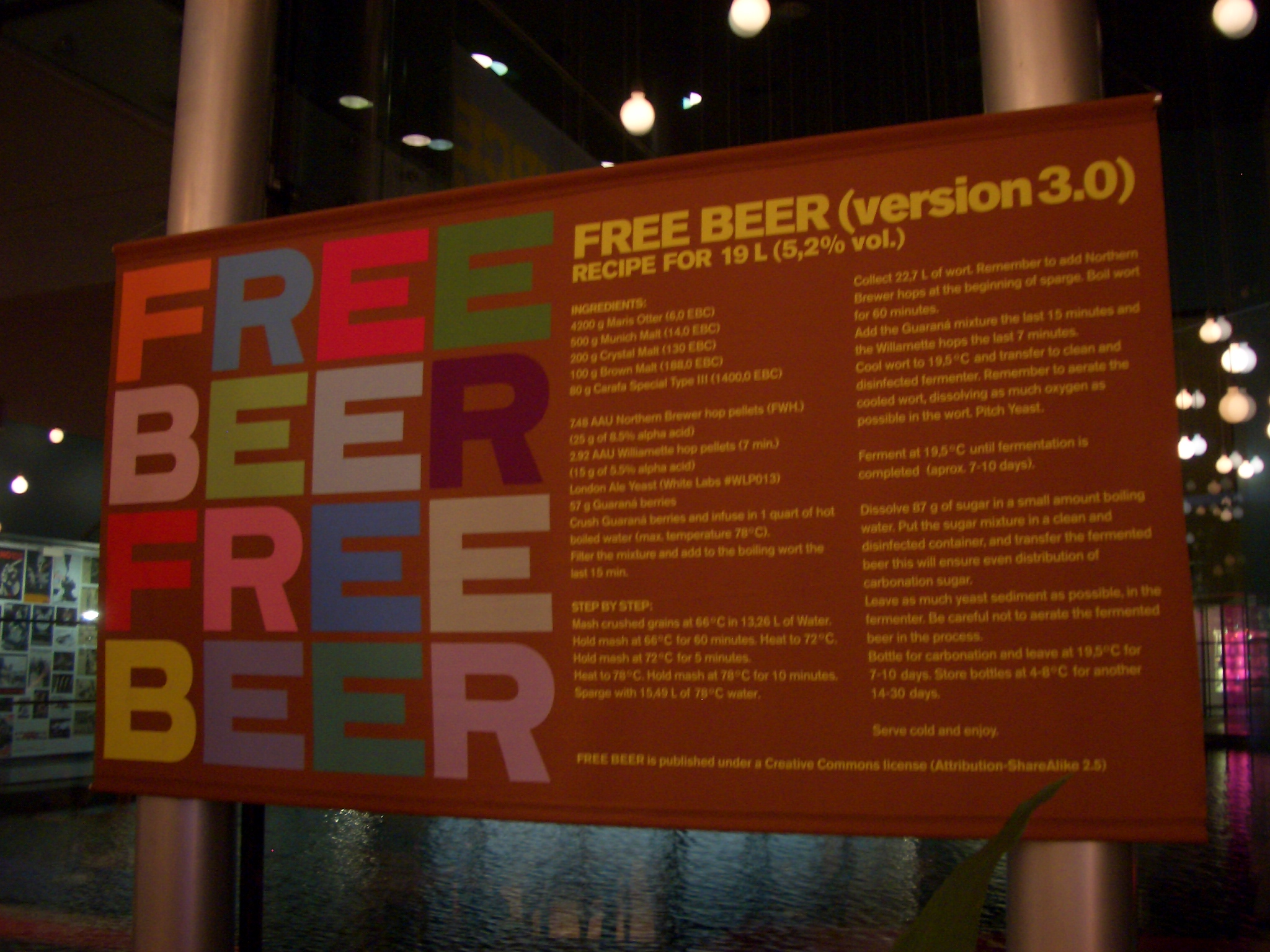
Free Beer im Van Abbemuseum, Niederlande (2007)
„Le Baiser de la princesse“ (französisch für „Der Kuss der Prinzessin“), ein freies Bier aus Lausanne (2008)[55][56]
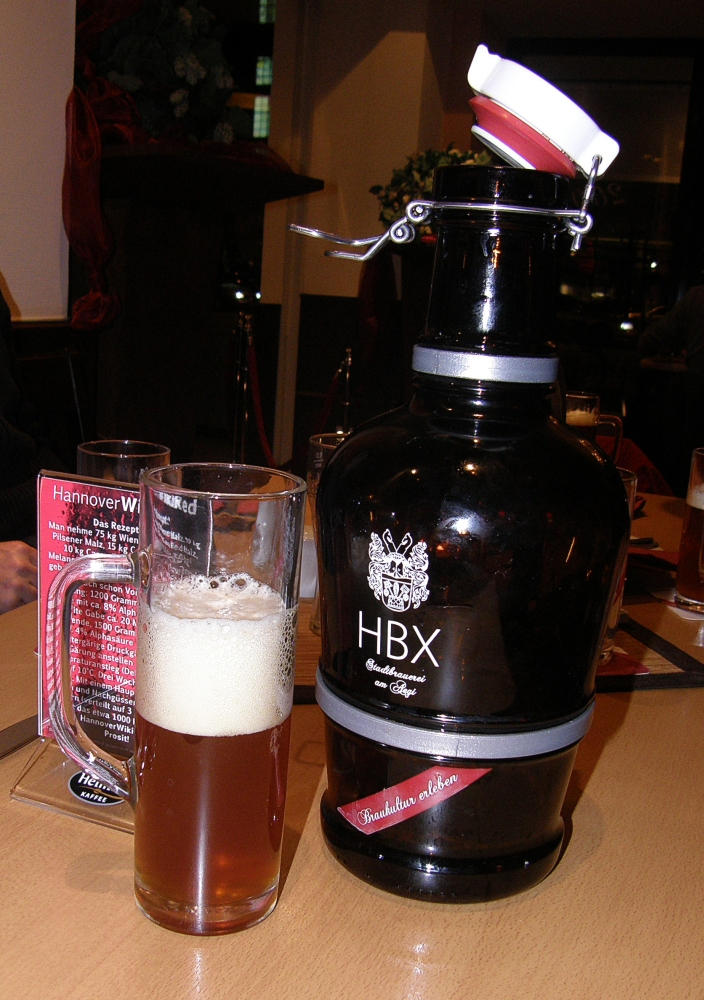
Freies Rotbier „HannoverWikiRed“ zu einem Wikipedia-Treffen anlässlich der Cebit 2009
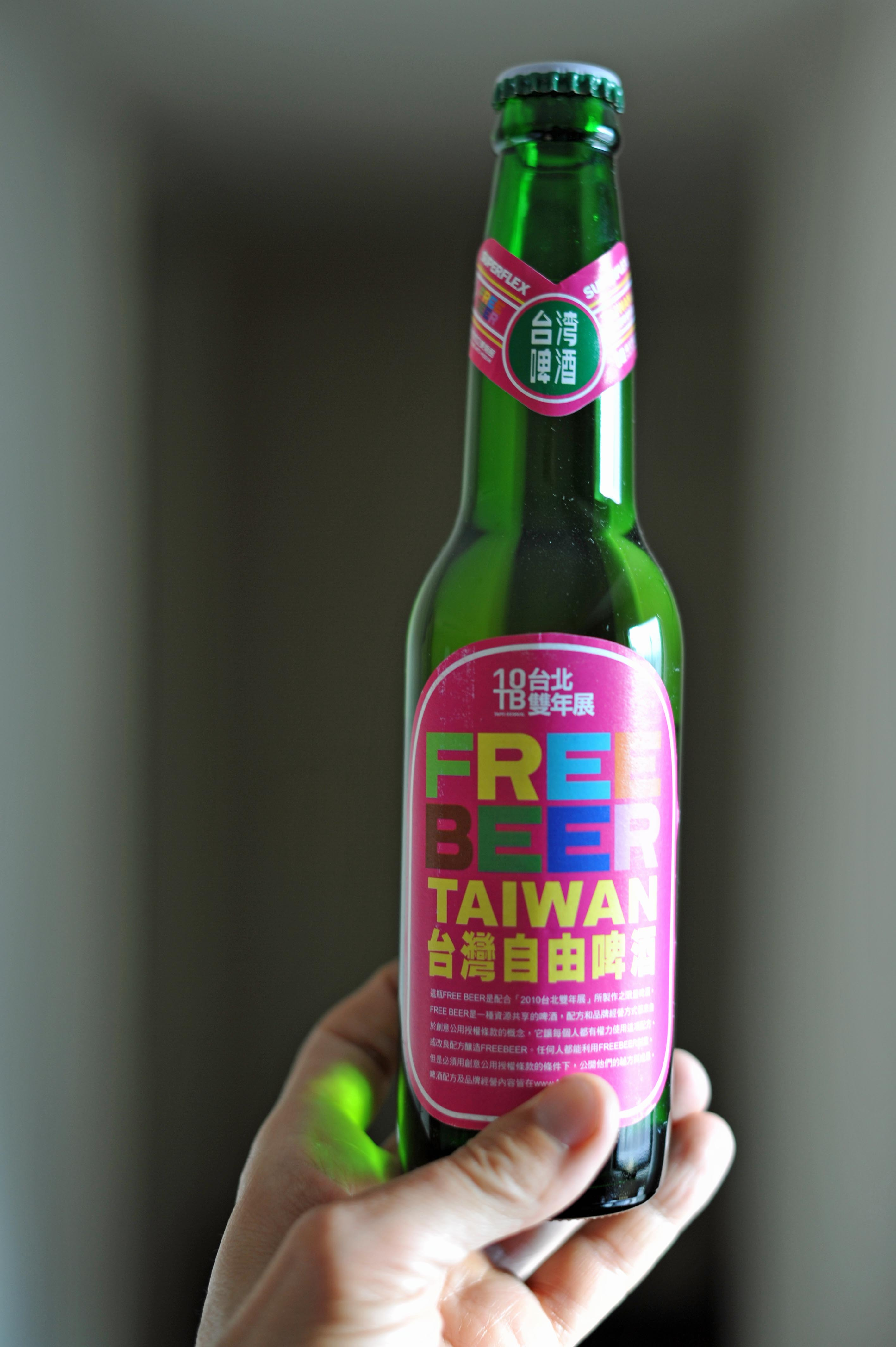
Superflex, Free Beer Factory in Taipeh, Taiwan (2010)
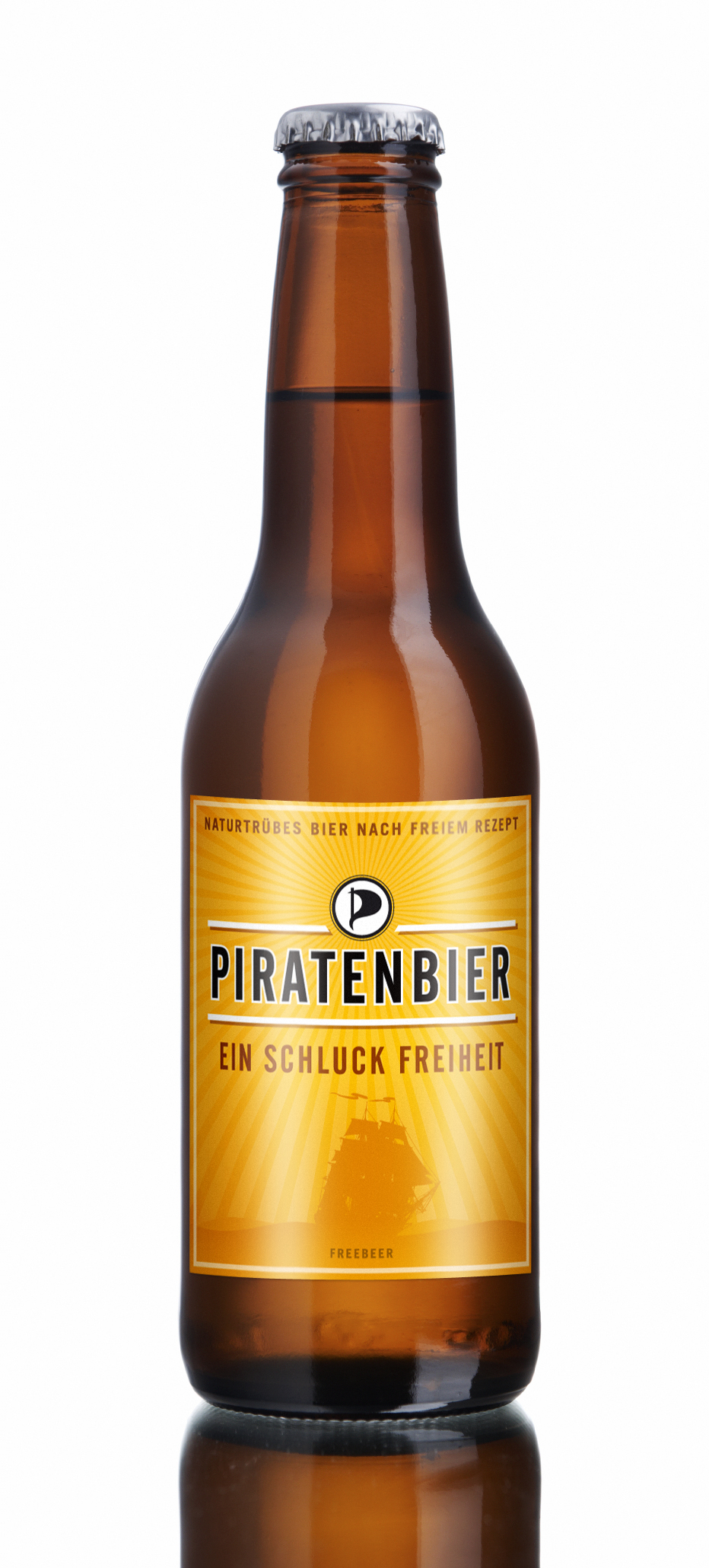
Free Beer unter dem Label „Piratenbier“ für die Piratenpartei (2011)
White House Honey Ale und Porter, Bierrezepte in der Public Domain des Weißen Hauses (2012)